# Monacos Grand Prix 1987
Monacos Grand Prix 1987 var det fjärde av 16 lopp ingående i formel 1-VM 1987.

## Resultat
1. Ayrton Senna, Lotus-Honda, 9 poäng
2. Nelson Piquet, Williams-Honda, 6
3. Michele Alboreto, Ferrari, 4
4. Gerhard Berger, Ferrari, 3
5. Jonathan Palmer, Tyrrell-Ford, 2
6. Ivan Capelli, March-Ford, 1
7. Martin Brundle, Zakspeed
8. Teo Fabi, Benetton-Ford
9. Alain Prost, McLaren-TAG (varv 75, motor)
10. Satoru Nakajima, Lotus-Honda
11. Rene Arnoux, Ligier-Megatron
12. Piercarlo Ghinzani, Ligier-Megatron
13. Pascal Fabre, AGS-Ford

### Förare som bröt loppet
- Eddie Cheever, Arrows-Megatron (varv 59, överhettning)
- Derek Warwick, Arrows-Megatron (58, växellåda)
- Stefan "Lill-Lövis" Johansson, McLaren-TAG (57, motor)
- Philippe Alliot, Larrousse (Lola-Ford) (42, motor)
- Riccardo Patrese, Brabham-BMW (41, elsystem)
- Alex Caffi, Osella-Alfa Romeo (39, elsystem)
- Andrea de Cesaris, Brabham-BMW (38, upphängning)
- Nigel Mansell, Williams-Honda (29, turbo)
- Alessandro Nannini, Minardi-Motori Moderni (21, elsystem)
- Philippe Streiff, Tyrrell-Ford (9, olycka)
- Thierry Boutsen, Benetton-Ford (5, transmission)

### Förare som diskvalificerades
- Christian Danner, Zakspeed (varv 0)

### Förare som ej startade
- Adrián Campos, Minardi-Motori Moderni

## VM-ställning
| Förarmästerskapet 1. Alain Prost, McLaren-TAG, 18 2. Ayrton Senna, Lotus-Honda, 15 3. Stefan "Lill-Lövis" Johansson, McLaren-TAG, 13 | Konstruktörsmästerskapet 1. McLaren-TAG, 31 2. Williams-Honda, 22 3. Lotus-Honda, 18 |